# Валлова (округ, Орегон)
Шаблон:StateAbbr_ 45°35′ пн. ш. 117°10′ зх. д. / 45.58° пн. ш. 117.17° зх. д.
Округ  Валлова (англ. Wallowa County) — округ (графство) у штаті  Орегон, США. Ідентифікатор округу 41063.

## Історія
Округ утворений 1864 року.

## Демографія
За даними перепису 
2000 року 
загальне населення округу становило 7226 осіб, усе сільське.
Серед мешканців округу чоловіків було 3615, а жінок — 3611. В окрузі було 3029 домогосподарств, 2084 родин, які мешкали в 3900 будинках.
Середній розмір родини становив 2,85.
Віковий розподіл населення поданий у таблиці:
| Стать    | До 15 років | 15-21 | 22-29 | 30-39 | 40-49 | 50-65 | 65-85 | Понад 85 |
| -------- | ----------- | ----- | ----- | ----- | ----- | ----- | ----- | -------- |
| Чоловіки | 748         | 306   | 193   | 339   | 640   | 753   | 577   | 59       |
| Жінки    | 635         | 292   | 205   | 399   | 666   | 686   | 629   | 99       |

## Суміжні округи
- Гарфілд, Вашингтон — північ
- Асотин, Вашингтон — північний схід
- Нез-Перс, Айдахо — північний схід
- Айдахо, Айдахо — схід
- Адамс, Айдахо — південний схід
- Бейкер — південь
- Юніон — південний захід
- Уматілла — захід
- Колумбія, Вашингтон — північний захід

## Виноски
1. ↑  Gaston J., Himes G. H. The centennial history of Oregon, 1811-1912
2. ↑  U.S. Decennial Census. United States Census Bureau. Архів оригіналу за 19 липня 2018. Процитовано 28 лютого 2015.
3. ↑  Historical Census Browser. University of Virginia Library. Архів оригіналу за 11 серпня 2012. Процитовано 28 лютого 2015.
4. ↑  Forstall, Richard L., ред. (27 березня 1995). Population of Counties by Decennial Census: 1900 to 1990. United States Census Bureau. Архів оригіналу за 19 лютого 2015. Процитовано 28 лютого 2015.
5. ↑  Census 2000 PHC-T-4. Ranking Tables for Counties: 1990 and 2000 (PDF). United States Census Bureau. 2 квітня 2001. Архів оригіналу (PDF) за 18 грудня 2014. Процитовано 28 лютого 2015.
6. ↑  State & County QuickFacts. United States Census Bureau. Архів оригіналу за 25 лютого 2016. Процитовано 15 листопада 2013.(англ.) Наведено за англійською вікіпедією.
7. ↑  American FactFinder. Бюро перепису населення США. Архів оригіналу за 26 лютого 2012. Процитовано 31 січня 2008.

| США | Це незавершена стаття з географії США. Ви можете допомогти проєкту, виправивши або дописавши її. |